# Glen Esk (Angus)

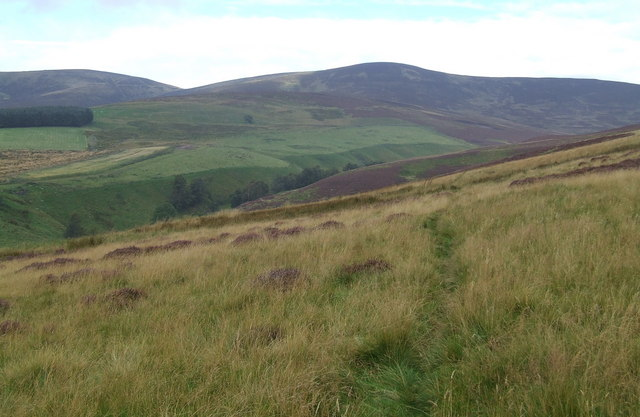
Blick auf Glen Esk

Glen Esk ist ein Tal (Glen ist das gälische Wort für Tal) in den Braes of Angus in Schottland, welches das Oberlaufbecken des Flusses North Esk einnimmt. Es reicht vom historischen Parish Lochlee südlich des Mount Keen bis nach Edzell, ein Dorf am südlichen Ende des Glen. Der North Esk verlässt dort das Tal und fließt durch das breite Strathmore von Angus weiter bis zu seiner Mündung in die Nordsee nördlich von Montrose. In Glen Esk laufen die Täler Glen Mark, Glen Effock und eine Reihe von kleinen seitlichen Tälern zusammen.